# Race of Champions 1979
Race of Champions 1979 je bila prva neprvenstvena dirka Formule 1 v sezoni 1979. Odvijala se je 15. aprila 1979 na dirkališču Brands Hatch.

## Dirka
| Poz | Dirkač            | Moštvo             | Krogi | Čas/Odstop | Št. mesto |
| --- | ----------------- | ------------------ | ----- | ---------- | --------- |
| 1   | Gilles Villeneuve | Ferrari            | 40    | 53:17.12   | 3         |
| 2   | Nelson Piquet     | Brabham-Alfa Romeo | 40    | + 14.07 s  | 4         |
| 3   | Mario Andretti    | Lotus-Ford         | 40    |            | 1         |
| 4   | Jochen Mass       | Arrows-Ford        | 40    |            | 5         |
| 5   | Niki Lauda        | Brabham-Alfa Romeo | 39    | + 1 krog   | 2         |
| 6   | Elio de Angelis   | Shadow-Ford        | 39    | + 1 krog   | 6         |
| 7   | Guy Edwards       | Fittipaldi-Ford    | 39    | + 1 krog   | 11        |
| 8   | Bernard de Dryver | Fittipaldi-Ford    | 38    | + 2 kroga  | 18        |
| 9   | Desiré Wilson     | Tyrrell-Ford       | 38    | + 2 kroga  | 10        |
| 10  | Gordon Smiley     | Tyrrell-Ford       | 38    | + 2 kroga  | 17        |
| 11  | Giacomo Agostini  | Williams-Ford      | 38    | + 2 kroga  | 16        |
| 12  | Val Musetti       | March-Ford         | 36    | + 4 krogi  | 19        |
| 13  | Robin Smith       | Ensign-Ford        | 36    | + 4 krogi  | 20        |
| Ods | Rupert Keegan     | Arrows-Ford        | 35    | Motor      | 9         |
| Ods | Emilio de Villota | Lotus-Ford         | 34    | Motor      | 12        |
| Ods | Philip Bullman    | Surtees-Ford       | 24    | Zavrten    | 14        |
| Ods | John Watson       | McLaren-Ford       | 18    | Menjalnik  | 7         |
| Ods | Tiff Needell      | Chevron-Ford       | 16    | Trčenje    | 15        |
| DNS | Dave Kennedy      | Theodore-Ford      |       | Menjalnik  | 13        |
| DNQ | Gerd Biechteler   | March-Ford         |       |            |           |